# Basedowena elderi
Basedowena elderi är en snäckart som först beskrevs av Bednall 1892.  Basedowena elderi ingår i släktet Basedowena och familjen Camaenidae. Inga underarter finns listade i Catalogue of Life.